# العلاقات الجزائرية الكورية الشمالية
العلاقات الجزائرية الكورية الشمالية هي العلاقات الثنائية التي تجمع بين الجزائر وكوريا الشمالية.

## مقارنة بين البلدين
هذه مقارنة عامة ومرجعية للدولتين:
| وجه المقارنة                                              | الجزائر                      | كوريا الشمالية                        |
| --------------------------------------------------------- | ---------------------------- | ------------------------------------- |
| المساحة (كم2)                                             | 2.38 مليون                   | 120.54 ألف                            |
| عدد السكان (نسمة)                                         | 38.81 مليون                  | 25.49 مليون                           |
| الكثافة السكانية (ن./كم²)                                 | 16.31                        | 211.47                                |
| العاصمة                                                   | الجزائر                      | بيونغيانغ                             |
| اللغة الرسمية                                             | اللغة العربية، لغات أمازيغية | لغة كوريا الشمالية القياسية ‏          |
| العملة                                                    | دينار جزائري                 | وون كوري شمالي                        |
| الناتج المحلي الإجمالي (بليون دولار)                      | 170.37 مليار                 |                                       |
| الناتج المحلي الإجمالي (تعادل القوة الشرائية) بليون دولار | 582.63 مليار                 |                                       |
| الناتج المحلي الإجمالي الاسمي للفرد دولار أمريكي          | 4.21 ألف                     |                                       |
| الناتج المحلي الإجمالي للفرد دولار أمريكي                 | 14.19 ألف                    |                                       |
| مؤشر التنمية البشرية                                      | 0.745                        |                                       |
| رمز المكالمات الدولي                                      | +213                         | +850                                  |
| رمز الإنترنت                                              | .dz                          | .kp                                   |
| المنطقة الزمنية                                           | ت ع م+01:00                  | ت ع م+08:30، ت ع م+08:30، ت ع م+09:00 |

## منظمات دولية مشتركة
يشترك البلدان في عضوية مجموعة من المنظمات الدولية، منها:
| علم المنظمة | اسم المنظمة                   | تاريخ انضمام الجزائر | تاريخ انضمام كوريا الشمالية |
| ----------- | ----------------------------- | -------------------- | --------------------------- |
|             | يونسكو                        | 15 أكتوبر 1962       | 18 أكتوبر 1974              |
|             | الاتحاد الدولي للاتصالات      | 3 مايو 1963          | ?                           |
|             | الاتحاد البريدي العالمي       | ?                    | ?                           |
|             | الأمم المتحدة                 | 8 أكتوبر 1962        | 17 سبتمبر 1991              |
|             | المنظمة الهيدروغرافية الدولية | ?                    | ?                           |

## وصلات خارجية
- موقع وزارة الخارجية الجزائرية
- موقع وزارة الخارجية الكورية الشمالية